# Jan van Roessel
Jan van Roessel (7. dubna 1925 – 3. června 2011) byl nizozemský fotbalista.
V letech 1951–1957 hrál za Willem II Tilburg, v letech 1952 a 1955 vyhrál ligový titul. Údajně se o něj zajímaly kluby jako PSV Eindhoven, Sampdoria Janov a Torino FC, ale trenér František Fadrhonc ho přesvědčil, aby v klubu zůstal. Byl vyhlášen nejlepším hráčem Tilburgu 20. století.